# イェンス・ノヴォトニー
イェンス・ノヴォトニー（Jens Nowotny, 1974年1月11日 - ）は西ドイツ出身の元ドイツ代表サッカー選手。ポジションはディフェンダー。

## 経歴
16歳でカールスルーエSCへ入団、ここで実力を認められると1992年にプロ契約を交わした。すると1992-1993シーズンよりブンデスリーガ最年少リベロとしてレギュラーに定着した。1996年にバイエル・レバークーゼンへと移籍すると当時のクリストフ・ダウム監督によってキャプテン就任を言い渡される。この時彼はまだ22歳であった。
しかし、1994 FIFAワールドカップ直前に負傷、長期離脱を余儀なくされ出場は叶わなかった。結局代表デビューは1997年のウクライナ戦にて代表デビューを果たすも、ローター・マテウスがいたため1998 FIFAワールドカップメンバーからも漏れた。ユーロ 2000でようやく主力として認められるもチームは低迷した。2002 FIFAワールドカップ予選にて10試合に出場したが、本大会を前にした2002年4月、CL準決勝第2戦マンチェスター・ユナイテッド戦にてヒザの靭帯を負傷。本大会出場を辞退した。また、この怪我によりリーグ戦終盤を離脱。これが影響し、レバークーゼンはリーグ戦、国内カップ戦、CLのすべてにおいて準優勝の成績を収めた。翌シーズン1月に復帰を果たすも、再び同じ箇所を負傷。シーズンのほとんどをリハビリに費やした。やがて復帰を果たすも2004-2005シーズン2月にまたも大怪我により長期のリハビリを余儀なくされている。
2006 FIFAワールドカップ直前の代表メンバー体力テストでの結果が評価されメンバーに選出。わずか1試合の出場ではあったが出場機会を得た。
2006-07シーズン、クロアチアリーグのディナモ・ザグレブへ3年契約で移籍した。
2007年1月22日、慢性的なひざの故障のため、現役引退を表明した。

## 所属クラブ
- カールスルーエSC　1991-1996
- バイエル・レバークーゼン　1996-2006
- ディナモ・ザグレブ　2006-2007

## 代表歴

### 出場大会
- ドイツ代表
  - 2006 FIFAワールドカップ

### 試合数
- 国際Aマッチ 48試合 1得点（1997年-2006年）[2]

| ドイツ代表 | 国際Aマッチ | 国際Aマッチ |
| 年         | 出場        | 得点        |
| ---------- | ----------- | ----------- |
| 1997       | 4           | 0           |
| 1998       | 6           | 0           |
| 1999       | 6           | 0           |
| 2000       | 10          | 0           |
| 2001       | 9           | 0           |
| 2002       | 2           | 0           |
| 2003       | 1           | 0           |
| 2004       | 7           | 1           |
| 2005       | 0           | 0           |
| 2006       | 3           | 0           |
| 通算       | 48          | 1           |